# تپه گورستان ده کهنه
تپه قبرستان ده کهنه مربوط به عصر مس و سنگ - سدهٔ ۶ تا ۸ ه.ق است و در شهرستان بوکان، بخش مرکزی، دهستان آختاچی، روستای کانی پانکه واقع شده و این اثر در تاریخ ۷ اسفند ۱۳۸۵ با شمارهٔ ثبت ۱۷۶۶۶ به‌عنوان یکی از آثار ملی ایران به ثبت رسیده است.